# Plovákový letoun

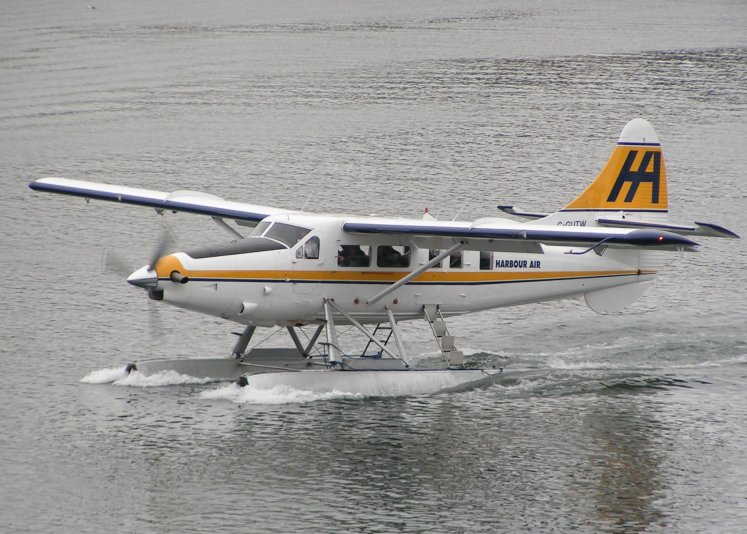
DHC-3 Otter, současný dvojplovákový stroj.

Plovákový letoun je letoun jehož přistávací zařízení sestává z plováků, umožňujících mu vzlet a přistání na vodní hladině.
Je jedním z typů hydroplánu. Řada plovákových letounů vznikla překonstruováním pozemních strojů přidáním plováků namísto původního kolového podvozku. Plováky jsou proti kolovému přistávacímu zařízení těžší a jelikož nejsou zatažitelné, kladou také v letu větší odpor vzduchu a to se většinou projevuje na nižší rychlosti, obratnosti a stoupavosti jimi vybavených letadel oproti pozemním typům.
Pokud je letoun vybaven plováky i kolovým podvozkem současně, může sloužit jako obojživelné letadlo.
Plovákové letouny vznikly již v počátcích letectví, a byly široce vojensky využívány námořními letectvy v první světové válce kdy byla jejich výhodou možnost operovat z vodních ploch vzdálených od stálých pozemních letišť, a tuto roli si částečně zachovaly i ve druhé světové válce, zejména jako pozorovací letouny nesené na palubě bitevních lodí a křižníků a navádějící jejich dělostřelbu. V této roli je během ní začal nahrazovat dělostřelecký radiolokátor a zůstaly zachovány pouze jako prostředek rychlého spojení s pevninou. Po skončení této války byly z vojenských rolí zcela vytlačeny vrtulníky.
V 20. a 30. letech dvacátého století existovaly i závodní plovákové letouny, soutěžící o Schneiderův pohár, z nichž některé byly držiteli světových rychlostních rekordů, například Macchi M.39 a M.C. 72 nebo Supermarine S.6B. Jednalo se o speciálně konstruované aerodynamicky tvarované stroje s křídly extrémně štíhlých profilů a mimořádně výkonnými motory, jejichž vzletové a přistávací vlastnosti jim ale neumožňovaly vzlétat z tehdejších letišť a proto musely operovat z vodní hladiny, kde měly dost prostoru pro start i dojezd po přistání. S prohloubením znalostí aerodynamiky a zejména rozšířením vztlakových klapek jejich existence přestala být k dosažení rekordních rychlostí nutná.
V současné době si plovákové letouny zachovávají omezenou roli jako prostředek leteckého spojení s odlehlými a málo obydlenými oblastmi které nedisponují pozemními přistávacími plochami, jako jsou například hustě zalesněné regiony Kanady protkané ale vodními plochami, či malé mořské ostrovy s hornatým povrchem.

## Konstrukce

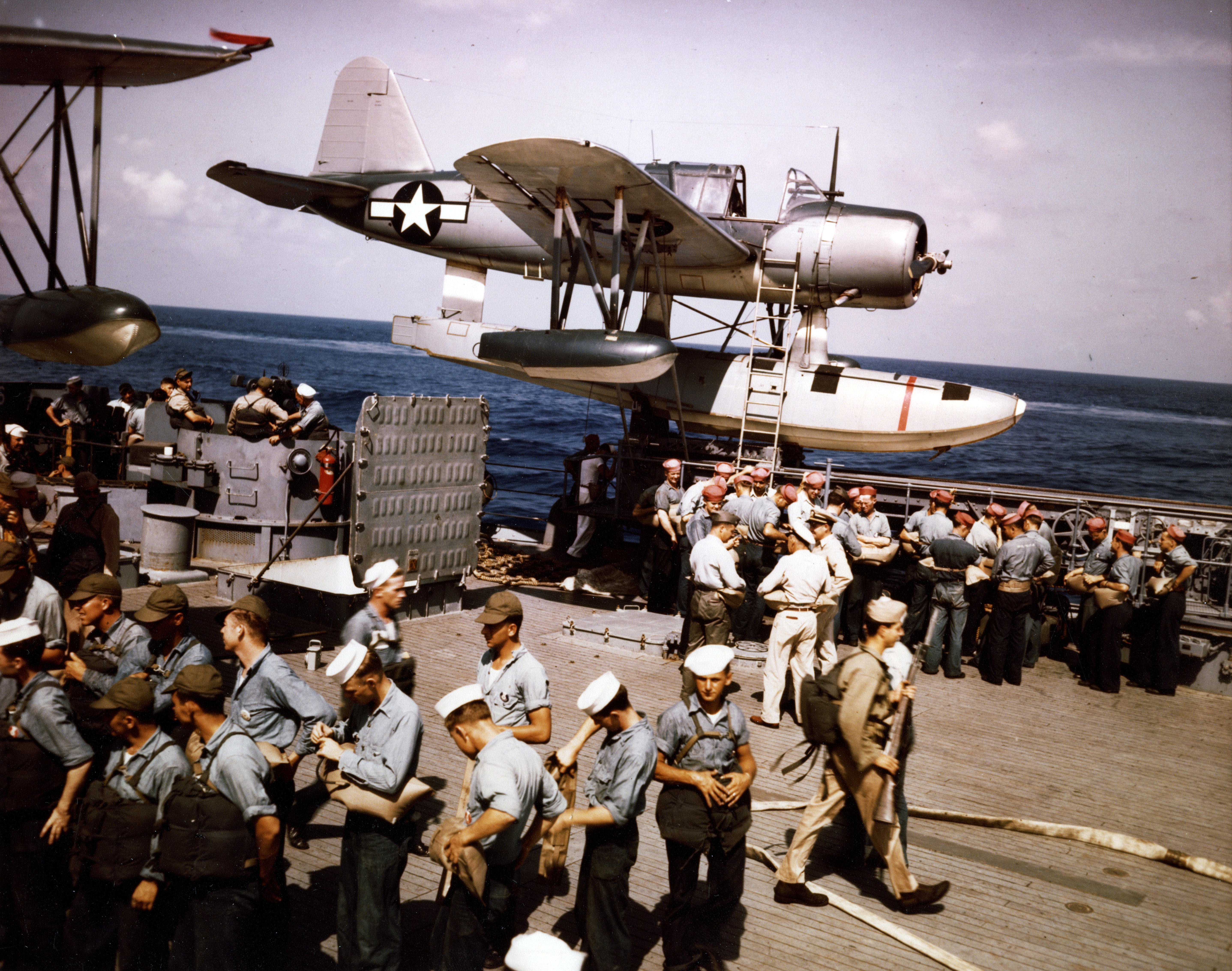
Vought OS2U Kingfisher, příklad letounu s centrálním plovákem z doby druhé světové války.

Všechny plovákové letouny jsou většinou méně stabilní na vodní, zejména mořské, hladině než létající čluny, ale oproti nim je jejich řešení aerodynamicky výhodnější než člunový trup, a v případě jednomotorových vrtulových letadel trup létajících člunů většinou neumožňuje umístit motor pohánějící vrtuli do přídě trupu.
Existují dvě hlavní konfigurace plovákových letounů:
- dvojplovákový - s dvěma plováky stejných rozměrů pod křídly letadla anebo pod trupem, mimo osu letadla;
- s centrálním plovákem - instalovaným pod trupem, v jeho ose, a dvěma menšími a kratšími vyvažovacími (stabilizačními) plováky pod křídly.

Výhodou dvojplokovákového uspořádání je jak větší aerodynamická výhodnost této konstrukce, tak usnadnění přistávání letadla u mol a vstupu osádky i pasažérů do něj. V době vojenského využití plovákových letadel byla výhodou takto koncipovaných strojů i možnost umístění bomby či torpéda pod trupem letadla.
Výhoda centrálního plováku je jak v umožnění vyšší konstrukční pevnosti jeho připojení na trup letadla, tak většího rozpětí mezi plováky; obojí vede k zvětšení schopnosti letadla operovat na neklidné vodní hladině. V době kdy byly plovákové letouny užívány v oblasti vojenství bylo často výhodou i snazší upnutí jednoho plováku umístěného v ose letadla na vozík leteckého katapultu.
V současné době většina užívaných plovákových letounů představuje jednomotorové stroje dvojplovákového uspořádání, většinou upravené z pozemních letounů.